# Верди дю Вернуа, Юлий
Юлий фон Верди дю Вернуа (нем. Adrian Friedrich Wilhelm Julius Ludwig von Verdy du Vernois; 19 июля 1832, Кожухув, Новосольский повят — 30 сентября 1910, Стокгольм) — прусский генерал от инфантерии, военный министр Пруссии, педагог и писатель

.

## Биография
Юлий Верди дю Вернуа родился 19 июля 1832 года в прусском городке Фрейштадт (ныне город Кожухув, Любушское воеводство, Новосольский повят, Польша). 
Поступил на службу в 1850 году в 14-й пехотный полк. В 1863—1865 гг. находился при русском главнокомандующем в Польше, а в 1866 году — при штабе кронпринца. 

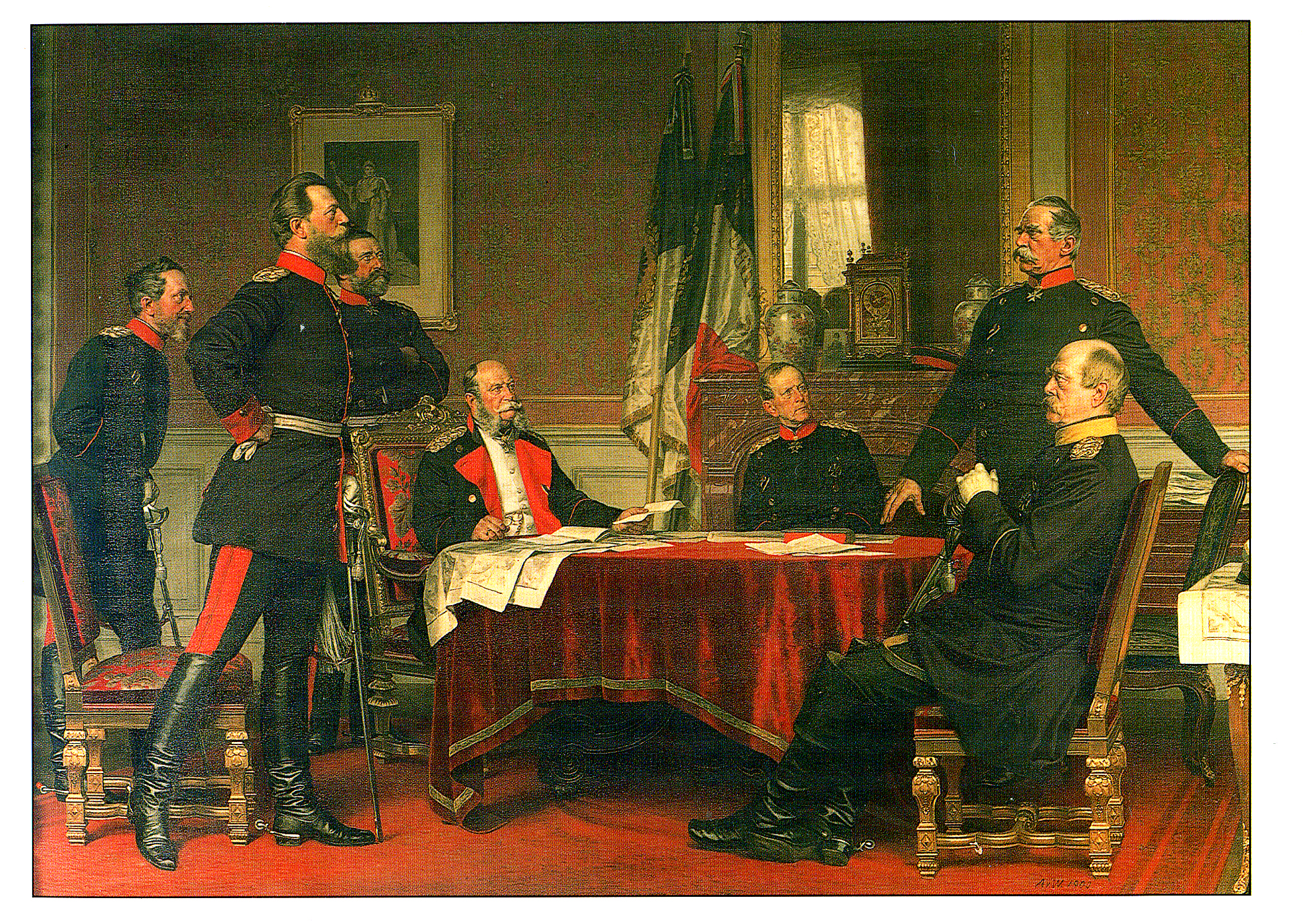
Германская штаб-квартира в Версале (1870). Слева-направо: Блюменталь, Фридрих, Верди дю Вернуа, Вильгельм I, Мольтке, Роон, Бисмарк

В 1870 году он был назначен начальником отдела большого генерального штаба, а затем принял участие в Франко-прусской войне, при главной квартире, где заведовал осведомительным отделом. 
В 1879 году Ю. Верди дю Вернуа назначен директором общественного департамента военного министерства, в 1883 году — начальником 1-й пехотной дивизии, в 1887 году — губернатором Страсбурга. 
В 1888 году он участвовал, в качестве председателя комиссии, в разработке устава полевой службы Прусской армии, а в 1889 году был назначен военным министром Пруссии. 
В 1891 году Ю. Верди дю Вернуа покинул службу и всецело посвятил себя военно-литературным занятиям. Особенно выдающейся считается его деятельность как преподавателя военной академии (в 1866—1872 гг.) и начальником отдела в генштабе. В своих трудах и военно-педагогической деятельности он является пионером прикладного метода, позднее принятого практически во всех армиях для изучения тактики; он же дал этим существенный импульс подготовке германских офицеров. 
Всю сущность военного искусства Верди дю Вернуа видел в том, чтобы ясно ставить себе цель и энергично стремиться к её достижению. Будучи одним из самых выдающихся военных учёных Германии, он писал просто и ясно, так чтобы каждая его фраза без труда могла быть понята нижними чинами. Он настолько ценил самостоятельность суждения, что рекомендовал брать в основу преподавания те операции, которые окончились неудачей, дабы не стеснять критика авторитетом победы. 

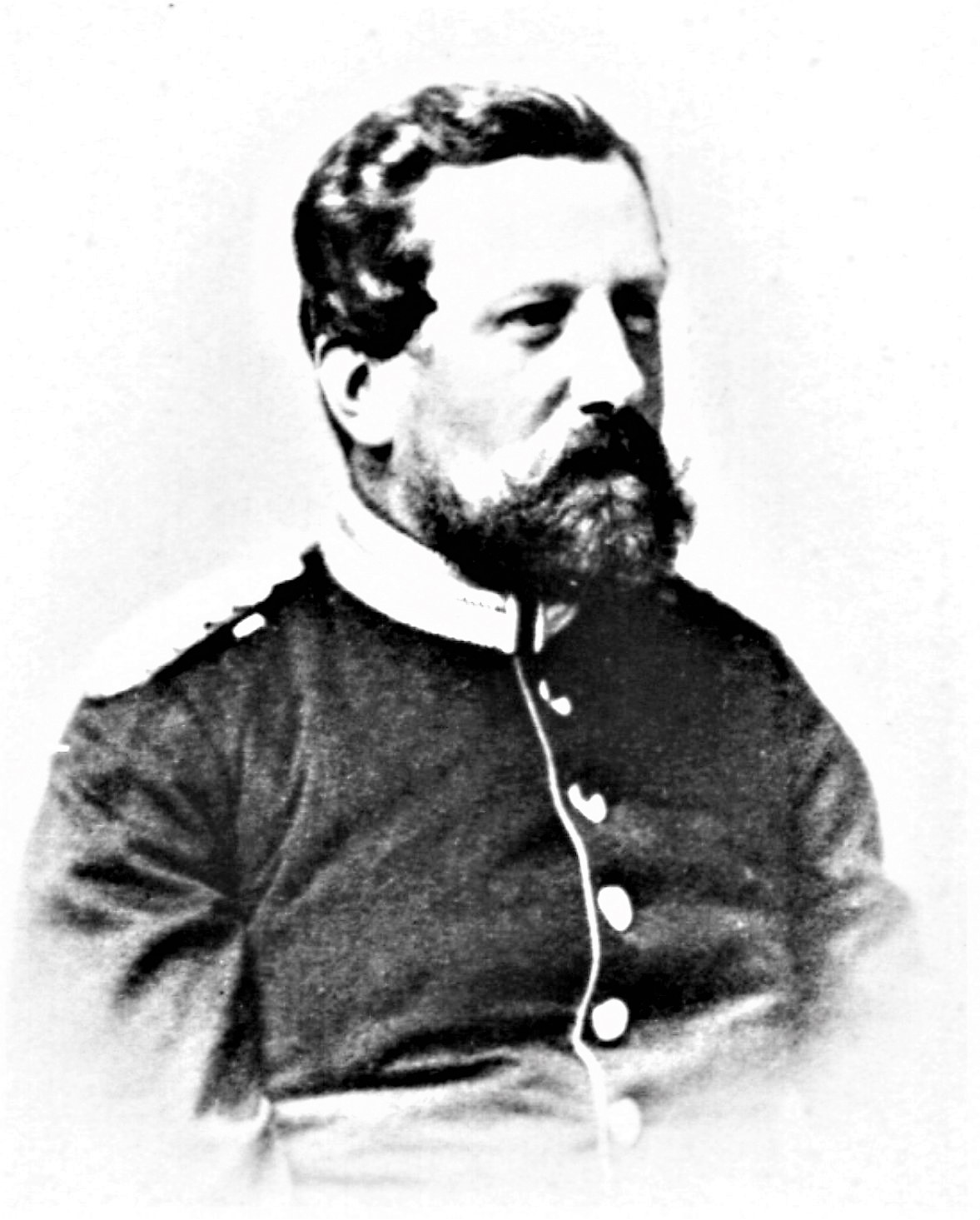
Верди дю Вернуа

Идеи Верди дю Вернуа не угасли и тогда, когда, после шести лет работы, он оставил военную академию. В числе его последователей, развивающих и распространяющих его идеи, можно указать на Шварте, Гоппенштедта, Леффлера, Франсуа, Кислинга и других. 
В последние 20 лет жизни, находясь не у дел, оторванный от практической деятельности, Верди дю Вернуа постепенно уклонялся в своих идеях в сторону систематических и теоретических суждений, однако, сохранил ясный, широкий ум, чуждый схоластики, держался всегда на почве фактов и даже незадолго до своей смерти, в одной из популярных статей (в «Handbuch für Heer u. Flotte», фон-Альтена) сам предостерегал от вредных последствий торжества позиционной системы и господства геометрических элементов. 
В 1891 году Верди дю Вернуа получил, вместо умершего фельдмаршала Мольтке, орден Pour le mérite за науки и искусства, а при праздновании 350-летия Кенигсбергского университета получил звание доктора философии. 
Он не был чужд и изящной литературе: в 1894 году в Страсбурге, а затем в столице Германии, была поставлена его драма «Alarich, König der Westgoten». 
Юлий фон Верди дю Вернуа умер 30 сентября 1910 года в городе Стокгольме и был с почестями похоронен на Инвалидском кладбище в Берлине.